# Джуровский, Марио
Ма́рио Джуро́вский (макед. Марио Ѓуровски, серб. Марио Ђуровски; род. 11 декабря 1985, Белград) — македонский и сербский футболист, полузащитник; тренер.

## Карьера

### Клубная
Как и отец, Марио начал профессиональную карьеру в клубе «Црвена Звезда» из Белграда в 2003 году. До перехода в 2004 году в клуб «Бежания» успел на правах аренды поиграть за клубы «Младеновац» и «Сопот».
В 2007 году перешёл в клуб «Войводина» из города Нови-Сад, где играл вплоть до того, как в начале 2011 года подписал трёхлетний контракт с донецким «Металлургом». С 2012 года выступал за таиландский клуб «Муангтонг Юнайтед».

### В сборной
Марио Джуровский дебютировал в сборной Македонии 29 мая 2010 года в товарищеском матче с Азербайджаном и забил третий командный гол в дебютной для себя игре. Матч закончился со счётом 3:1.
Нападающий забил первый командный мяч в ворота сборной Армении (2:2) 7 сентября 2010 года в рамках отборочного турнира к Евро-2012.

#### Матчи и голы за сборную
| Матчи и голы за сборную \| № \| Дата \| Соперник \| Счёт \| Голы Джуровского \| Турнир \| \| 1 \| 29 мая 2010 \| Азербайджан \| 3:1 \| 1 \| Товарищеский матч \| \| 2 \| 11 августа 2010 \| Мальта \| 1:1 \| - \| Товарищеский матч \| \| 3 \| 7 сентября 2010 \| Армения \| 2:2 \| 1 \| Матч отборочного турнира Евро-2012 \| \| 4 \| 8 октября 2010 \| Андорра \| 2:0 \| - \| Матч отборочного турнира Евро-2012 \| \| 5 \| 12 октября 2010 \| Россия \| 0:1 \| - \| Матч отборочного турнира Евро-2012 \| \| 6 \| 17 ноября 2010 \| Албания \| 0:0 \| - \| Товарищеский матч \| \| 7 \| 26 марта 2011 \| Ирландия \| 1:2 \| - \| Матч отборочного турнира Евро-2012 \| \| 8 \| 4 июня 2011 \| Ирландия \| 0:2 \| - \| Матч отборочного турнира Евро-2012 \| |                 |             |      |                  |                                    |
| № | Дата            | Соперник    | Счёт | Голы Джуровского | Турнир                             |
| 1 | 29 мая 2010     | Азербайджан | 3:1  | 1                | Товарищеский матч                  |
| 2 | 11 августа 2010 | Мальта      | 1:1  | -                | Товарищеский матч                  |
| 3 | 7 сентября 2010 | Армения     | 2:2  | 1                | Матч отборочного турнира Евро-2012 |
| 4 | 8 октября 2010  | Андорра     | 2:0  | -                | Матч отборочного турнира Евро-2012 |
| 5 | 12 октября 2010 | Россия      | 0:1  | -                | Матч отборочного турнира Евро-2012 |
| 6 | 17 ноября 2010  | Албания     | 0:0  | -                | Товарищеский матч                  |
| 7 | 26 марта 2011   | Ирландия    | 1:2  | -                | Матч отборочного турнира Евро-2012 |
| 8 | 4 июня 2011     | Ирландия    | 0:2  | -                | Матч отборочного турнира Евро-2012 |

Итого: 8 матчей / 2 гола; 2 победы, 3 ничьи, 3 поражения.
(откорректировано по состоянию на 4 июня 2011)

## Личная жизнь
Марио Джуровский — сын известного югославского и македонского футболиста Милко Джуровского, выступавшего ранее за такие клубы, как «Црвена Звезда», «Партизан» и за нидерландский клуб «Гронинген». Также полузащитник является племянником Боско Джуровского, также выступавшего ранее за сборные Югославии и Македонии.